# دانيلو سواريز
دانيلو سواريز (29 أكتوبر 1991 ببيلو هوريزونتي في البرازيل - ) هو لاعب كرة قدم برازيلي في مركز الدفاع. لعب مع إنغولشتات 04 وSC Austria Lustenau ‏.

## روابط خارجية
- دانيلو سواريز على موقع قاعدة بيانات كرة القدم.إي يو (الإنجليزية)
- دانيلو سواريز على موقع بيانات كرة القدم. دي إي (الألمانية)
- دانيلو سواريز على موقع Soccerway.com (الإنجليزية)
- دانيلو سواريز على موقع عالم كرة القدم.نت (الإنجليزية)
- دانيلو سواريز على موقع AS.com (الإسبانية)